# منتخب كينيا لسباعيات الرغبي للسيدات
منتخب كينيا لسباعيات الرغبي للسيدات (بالإنجليزية: Kenya women's national rugby sevens team)‏ هو ممثل كينيا الرسمي في المنافسات الدولية في سباعيات الرغبي للسيدات.